# Stenhomalus bilocularis
Stenhomalus bilocularis là một loài bọ cánh cứng trong họ Cerambycidae.